# Montrichard
Montrichard (prononcé en français : [mɔ̃tʁiʃaʁ]) est une commune historique du sud du Loir-et-Cher (région Centre-Val de Loire), reléguée au statut de commune déléguée depuis 2016 et la fusion administrative avec la commune voisine de Bourré pour créer la commune nouvelle de Montrichard Val de Cher, dont Montrichard est le chef-lieu.

## Localisation
Commune de l'est de la Touraine dans le département de Loir-et-Cher, au bord du Cher entre Tours et Vierzon. Paysage mixte : vignobles, bois, élevage et céréales.
Vit entre autres du tourisme dans la zone des châteaux de la Loire : à moins de 20 km de Chenonceaux, Amboise, Montpoupon, Valençay et Chaumont. Vallée plate du Cher au sud, coteau calcaire (tuf) au nord, avec des habitats troglodytiques spécifiques de la région Centre-Val de Loire, des caves à vin et champignonnières.

## Villes limitrophes
Chissay-en-Touraine, Vallières-les-Grandes, Pontlevoy, Saint-Julien-de-Chédon et Faverolles-sur-Cher.
Distances à vol d'oiseau entre Montrichard et les grandes villes françaises :
- Tours : 37,8 km, Romorantin : 40,8 km, Orléans : 82,87 km, Poitiers : 107 km, Paris : 189,2 km, Nantes : 206,7 km, Bordeaux : 310,9 km, Lyon: 332,3 km, Lille : 390,4 km, Toulouse : 417,8 km, Strasbourg : 508 km, Marseille : 558,4 km, Nice : 623,2 km.

## Voies de communication et transports

### Desserte ferroviaire
La commune est desservie par le train à la gare de Montrichard, sur la ligne de Vierzon à Saint-Pierre-des-Corps.

### Desserte par autocars
En complément, deux lignes d'autocars du Réseau de mobilité interurbaine (Rémi) desservent la commune :
- la ligne C depuis Tours via Amboise, et,
- la ligne 6 depuis Blois.

## Toponymie
Particularité : la prononciation est « MON-TRICHARD » [mɔ̃tʀiʃɑʀ]. La prononciation « MONT-RICHARD » [mɔ̃ʀiʃɑʀ] est parfois usitée à tort par des personnes étrangères à la région, par méconnaissance de cette particularité.
L'origine du nom est floue et plusieurs explications coexistent pour justifier la prononciation du « t » : « Montrichard » signifierait « mont entouré de trois tours carrées » (« tri » pour « trois » = « chard » pour « carrées »[source insuffisante], ou il s'agirait du « Mont du Tricheur » (mont dans le fief du comte Thibaud Ier de Blois, surnommé à titre posthume le Tricheur,), ou encore, le château de Montrichard présentant un chemin difficile d'accès, qui trompait ou qui était fort étroit, on aurait donné à la commune le nom de « Mont qui triche », « Mont trichard ». Selon une autre étymologie du nom, celui-ci fut écrit par certains Mont Richardus, faisant allusion à Richard Cœur de Lion, qui posséda effectivement la forteresse, justifiant ainsi une prononciation sans le « t ».
Au cours de la Révolution française, la commune porta le nom de Montégalité.

## Histoire

### Antiquité: le village de Nanteuil
La ville s'est d'abord développée autour de l'actuelle église Notre-Dame de Nanteuil. En effet, une Villa Nantolium établie sur la route militaire de Tours à Bourges est ainsi citée à l'époque gallo-romaine. Administrativement, le village était rattaché à la cité des Turones. Non loin, la bourgade de Bourré, peuplée de carriers et de bateliers, est déjà à cette époque rattachée à Nanteuil.
Le toponyme de Nanteuil dérivant du celte « nant » signifiant source et « olium » (ayant donné « euil ») désignant une résidence : Nanteuil se référait donc à un village établi proche d'une source,, ce qui concorde avec la géographie du quartier de l'actuelle gare de Montrichard où se trouve l'église de Nanteuil.
Bien que Nanteuil se soit pas citée par Grégoire de Tours (VIe siècle) parmi les 6 paroisses créées par Saint Martin au IVe siècle, la tradition chrétienne locale retient son passage dans le village et le baptême par Martin des premiers religieux de l'église,. Les restes retrouvés dans le cimetière primaire adjoint à l'église Notre-Dame prouvent une population gallo-romaine croissante à partir de la fin du VIe siècle,.
Au cours du IVe siècle, la cité semble avoir été occupée d'abord par les Wisigoths puis par les Hérules, avant sa conquête par Clovis vers l'an 507, conséquence de sa victoire à la bataille de Vouillé. Au partage des royaumes francs à sa mort, Nanteuil appartient un temps au royaume d'Orléans puis au duché d'Aquitaine.
Au IXe siècle, Nanteuil fait partie du comté de Touraine, très vite temporairement réuni avec ceux de Blois, Anjou et Chartres pour former la Neustrie, sous Robert le Fort. À la suite des premières incursions normandes sur le Cher, le roi Robert Ier renforce ce lien avec Tours en décidant de rattacher la paroisse de Nanteuil à la prestigieuse basilique Saint-Martin de Tours.
Au début du Xe siècle, la Touraine est cédée par Hugues le Grand en faveur de Thibaud l'Ancien, alors vicomte de Tours puis également de Blois. Ce-dernier confia Nanteuil à son vassal Gelduin, chassé de Saumur, à qui il offre en contrepartie de sa perte, les abords de Pontlevoy. Néanmoins, la France se féodalise : les comtes alors alliés Thibaud Ier de Blois et Foulques II d'Anjou s'émancipent du pouvoir royal et cherchent à asseoir leur puissance sur leurs territoires. En Blésois, les Thibaldiens construisent des forteresses aux frontières, principalement au nord du comté, sur la Loire et en Sologne, mais pas sur le Cher.

### Moyen Âge: l'avènement de Montrichard

#### Lieu de rivalité entre Blois et Anjou
Néanmoins, l'administration de la Touraine devient le principal désaccord entre leurs successeurs, Eudes Ier de Blois et Foulques III d'Anjou (aussi dit Foulques Nerra). Alors que le Blésois profite de l'absence de l'Angevin, alors en pèlerinage, les représailles par Foulques III lui coûtent Montrichard qui entre en période d'occupation en 1010. La cité nantolienne à moitié détruite, Foulques Nerra aurait ainsi fondé la forteresse de Montrichard sur le point le plus escarpé du coteau de la vallée du Cher. Revenu de Palestine avec un morceau de la Vraie Croix du Christ, Foulques Nerra commanda également la construction d'un temple pour la protéger, l'actuelle église Sainte-Croix, adossée au château et protégée par les murailles. La première forteresse, probablement en bois, aurait ainsi servi de base pour préparer la bataille de Pontlevoy en 1016 puis celle de Nouy en 1044, après laquelle la Touraine dont Nanteuil fait partie est finalement cédée au comté d'Anjou en la personne de Geoffroy Martel.
Ainsi, si la fondation au cours du XIe siècle de la forteresse de Montrichard est attribuée à Foulques Nerra,, la tour visible de nos jours est plus tardive et plutôt à attribuer à son vassal, le seigneur Hugues Ier d'Amboise,. Suivant la construction de la forteresse, une nouvelle ville est érigée en contrebas du château, avec de nombreuses maisons à colombages s'étalant jusqu'à se réunir avec le vieux village de Nanteuil.

#### Un fief de la maison angevine d'Amboise
Foulques Nerra avait d'abord confié le commandement de Montrichard à Roger de Montrésor mais, en 1014, il fit marier son sénéchal Lisois d'Amboise à sa parente Hersende de Buzançay, dont la dot comporte le donjon d'Amboise et la forteresse de Montrichard. Dès lors, la maison d'Amboise gardera la main sur Montrichard, avec un territoire discontinu entre la Loire et le Cher, et remontant jusqu'aux actuelles Chaumont-sur-Loire et Saint-Cyr-du-Gault, créant une véritable zone tampon entre les comtés de Blois et d'Anjou.
Une famine frappe les habitants entre 1030 et 1033, suivie d'une épidémie de peste.
À la mort de Lisois d'Amboise (vers 1065), lui succède son fils aîné, Sulpice Ier, qui conteste l'autorité du comte Foulques IV et entre en guerre contre son suzerain. Cependant, Sulpice est fait otage à Tours et, Albéric de Montrésor en profita pour occuper la forteresse que jadis contrôlait son grand-père, Roger. Tout en continuant à occuper le fort de Montrichard, Albéric rendit en 1085 hommage au successeur de Sulpice Ier, le jeune Hugues Ier d'Amboise, alors encore sous la tutelle de son oncle Lisois de Verneuil.
En 1095, Hugues Ier répond avec enthousiasme à l'appel du pape Urbain II à la Première croisade, et confie la rive gauche de la Loire (dont Chaumont-sur-Loire et Montrichard) à son beau-frère Robert de Rochecorbon. Parti aux côtés du comte Étienne II de Blois et du prince Hugues Ier de Vermandois, il participa notamment au siège de Nicée de 1097.
Dans les années qui suivirent, plusieurs sires de la seigneurie d'Amboise (dont Albéric de Montrésor, toujours à Montrichard), aidés du comte Foulques IV, se rebellèrent contre Hugues Ier. En 1108, la cité de Montrichard est reconquise par Foulques IV, qui en cède le commandement à son beau-frère, Archambaud de Bray. L'année suivante, Foulques V succède à son père comme comte d'Anjou et restitue en 1110 la forteresse de Montrichard à Hugues Ier d'Amboise. Ce-dernier céda ses droits sur l'église de Nanteuil à l'abbaye de Pontlevoy, avant de s'engager avec son suzerain en Terre sainte. Foulques V d'Anjou finit sacré roi de Jérusalem en 1130 où Hugues meurt l'année suivante. Son souvenir et ses prouesses sont encore sujets de pèlerinages locaux.

#### La marche anglaise d'Amboise-Montrichard
Sous son fils, Sulpice II d'Amboise, en guerre contre tous ces voisins afin d'agrandir son territoire, Montrichard est pillée à plusieurs reprises en représailles de ses assauts. De passage, le roi Louis VI requit hospitalité au château de Montrichard en 1137, peu avant sa mort. Contrairement aux historiens, les religieux locaux avancent même que le roi rendit son dernier souffle à Montrichard, et non à Paris,.
En 1154, Henri II Plantagenêt, le fils de Geoffroy V d'Anjou, est couronné roi d'Angleterre et duc de Normandie : Montrichard entre de facto dans l'empire anglo-normand qui opposera le royaume de France lors de la guerre de Cent Ans. Dans un tel contexte, la rivalité grandissante entre la maison d'Amboise et celle de Blois en ressort exacerbée. Ainsi, à l'image d'Amboise et de Chaumont, le château de Montrichard est de nouveau fortifié.
C'est sous Henri II d'Angleterre qu'un premier pont en pierre est construit sur le Cher.
En 1188, le roi Philippe Auguste assiège la cité. L'année suivante, après la mort d'Henri II Plantagenêt, le roi français profite de ce que Richard Cœur de Lion, alors capturé lors de son retour de la Troisième croisade, soit retenu prisonnier par l'empereur germanique Henri VI, et intrigue avec Jean sans Terre, le frère de Richard Cœur de Lion, pour se faire donner les droits sur Montrichard. Montrichard est de nouveau rendue par traité avec l'Angleterre en 1190 à Hugues II d'Amboise, qui en profite pour refortifier le château.

#### Ralliement avec la France
Fils d'Hugues II, Sulpice III se détache des Plantagenêts au profit de Philippe Auguste, qui le nomme parmi les premiers chevaliers bannerets. Signe de paix avec le camp français, il se maria même avec la comtesse Élisabeth de Chartres, une des filles du comte Thibaut V de Blois.
De ce mariage naquit Mahaut qui réunit les domaines d'Amboise (dont Montrichard) au comté de Chartres, indépendant depuis peu du comté de Blois. À sa mort sans descendance, Amboise et Montrichard échouèrent à son cousin Jean Ier d'Amboise, qui le transmit à ses descendants conjointement à Amboise.
En novembre 1394, les Juifs, principalement établis dans la rue de la Juiverie, sont bannis de la cité à la suite du décret royal du 14 septembre précédent.
En 1411, une faction des Armagnacs, soutenus par les Anglais, attaque et pille la cité. En 1418, le roi contesté Charles VII visite pour la première fois Montrichard, avant de revenir en 1428.
En 1429, Louis d'Amboise, alors seigneur de Montrichard et de multiples autres bourgades, s'engage dans l'assaut d'Orléans aux côtés de Jeanne d'Arc. Si la Pucelle n'est pas passée par Montrichard, l'église Sainte-Croix contient une statue en son hommage.
Cependant, Louis d'Amboise meurt en 1469 sans descendants et ses domaines furent partagés : Amboise échoua à son cousin Pierre tandis que Montrichard à son gendre, Guillaume d'Harcourt, comte de Tancarville et époux de Péronnelle d'Amboise.
Le 22 juin 1452, le roi Charles VII revient à Montrichard pour visiter le comte de Tancarville où il séjourna pendant plusieurs jours, après s'être recueilli en l'église de Nanteuil. L'année suivante, son épouse la reine Marie d'Anjou passe également plusieurs jours à Montrichard.
En 1461, alors que Louis XI vient d'être tout juste couronné, Guillaume d'Harcourt est forcé d'échanger ses terres de la vallée du Cher contre la vicomté de Gournay et la Ferté-en-Bray (en Normandie, proche de son fief de Tancarville), laissant Montrichard en faveur de Pierre Bérard, seigneur de Bléré et de Chissay. Après le traumatisme de la guerre de Cent Ans, il s'agissait en réalité de la volonté du roi de réunir la seigneurie de Montrichard-Nantueil, avec celle d'Amboise, au domaine royal,,.

#### Une cité de villégiature des rois
Établi dans le château d'Amboise, le roi Louis XI visite régulièrement les anciennes possessions de la famille d'Amboise, dont Montrichard au premier plan. C'est à Louis XI que l'on doit la reconstruction et l'aspect actuel de l'église Notre-Dame de Nanteuil. Le roi choisit également le château de Montrichard ainsi que l'église Sainte-Croix pour les célébrations du mariage de ses deux filles, d'abord celui d'Anne de France en 1474, puis pour Jeanne de France en 1476.
En 1514, le roi Louis XII, fraîchement remarié avec Marie Tudor après la mort prématurée d'Anne de Bretagne, cède la ville et le château au seigneur de Grignault. Néanmoins, Louis XII décède en 1515 et son successeur, François Ier, attribue la cité et sa forteresse à Jacques de Génouillac, alors sénéchal d'Armagnac et grand écuyer de France. À la mort de ce-dernier en 1546, Montrichard retourna temporairement à la couronne, jusqu'au couronnement d'Henri II l'année suivante. L'héritier de François Ier offra la Touraine et Montrichard en apanage à la veuve de son père, Éléonore de Habsbourg, jusqu'à sa mort en Espagne en 1558.

### Ancien Régime

#### Montrichard pendant les guerres de Religion
En 1562, peu après la conjuration d'Amboise, l'amiral de Coligny assiège Montrichard et saccage Nanteuil. La cité échappe cependant au saccage de 1568 et ne déplore aucune victime lors du massacre de la Saint-Barthélemy.
En 1567, Montrichard est intégré par le roi Henri III dans l'apanage tourangeau qu'il concède en 1576 à son frère cadet, le duc François d'Alençon, qui le conserva jusqu'à sa mort en 1584.
Entre-temps, en 1578, le clocher de l'église de Nanteuil est incendié après avoir été frappé par la foudre.

#### Montrichard à l'époque des marquis de la Cour
En 1585, le fief de Montrichard est acquis par le comte Philippe Hurault de Cheverny, à qui l'on doit la rénovation de l'hôtel de la Chancellerie.
En 1614, le roi Louis XIII, se dirigeant vers la Bretagne, séjourna une nuit à Montrichard. Plus tard, en 1619, la reine-mère Marie de Médicis s'évada de Blois où elle était assignée à résidence pour trouver refuge à Montrichard.
Faute de descendants, Louis Hurault de Cheverny vendit Montrichard à la sœur de son épouse, Jeanne de Montluc, la marquise de Sourdis, épouse de Charles d'Escoubleau.
À la mort de Charles d'Escoubleau, sa dernière fille en hérita et transmit la terre de Montrichard à son époux, Martin Coëffier Ruzé d'Effiat. Cependant, le fils de ce-dernier, le marquis Antoine II Coëffier de Ruzé d'Effiat, meurt sans descendance, et Montrichard est transmis à sa cousine, Angélique d'Escoubleau de Sourdis. À sa mort, cette-dernière laisse Montrichard à François-Gilbert de Colbert, alors marquis de Chabanais.
En 1767, sa veuve, Marie-Jeanne Colbert de Croissy, ayant conservé la propriété sur Montrichard, vend son domaine au célèbre duc de Choiseul. Possédant également Amboise où il fit agrandir la pagode de Chanteloup, le ministre de Louis XVI cherchait à élever Amboise-Montrichard en duché-pairie, en vain. Mort endetté en 1785, le domaine est racheté par la couronne et transmis en apanage au duc de Penthièvre et petit-fils de Louis XVI, Louis de Bourbon, à qui l'on doit notamment l'actuel hôtel de ville,.

### Après la Révolution

#### Nouvelle organisation territoriale
Le décret de l'Assemblée nationale du 12 novembre 1789 décrète qu'« il y aura une municipalité dans chaque ville, bourg, paroisse ou communauté de campagne », mais ce n'est qu'avec le décret de la Convention nationale du 10 brumaire an II (31 octobre 1793) que la paroisse de Montrichard devient formellement « commune de Montrichard »,.
En 1790, dans le cadre de la création des départements, la municipalité est rattachée au canton de Montrichard, au district de Saint Aignan et au département du Loir-et-Cher avec Blois comme préfecture. Dès 1793, les cantons sont supprimés, en tant que découpage administratif, et ne conservent qu'un rôle électoral, permettant l'élection des électeurs du second degré chargés de désigner les députés,. La Constitution du 5 fructidor an III, appliquée à partir de vendémiaire an IV (1795) supprime les districts, considérés comme des rouages administratifs liés à la Terreur, mais maintient les cantons qui acquièrent dès lors plus d'importance en retrouvant une fonction administrative. Enfin, sous le Consulat, un redécoupage territorial visant à réduire le nombre de justices de paix ramène le nombre de cantons en Loir-et-Cher de 33 à 24. Montrichard est alors rattachée au canton de Montrichard et à l'arrondissement de Blois par arrêté du 5 vendémiaire an X (26 septembre 1801),,. Cette organisation va rester inchangée pendant près de 150 ans.

#### Montrichard auXIXesiècle
En 1869, la ligne ferroviaire de Vierzon à Saint-Pierre-des-Corps (proche de Tours) est inaugurée, avec une gare construite pour Montrichard, qui est toujours en service.

#### Montrichard au début duXXesiècle
À partir de 1913, Montrichard est également desservie par une ligne de tramways à vapeur jusqu'à Blois qu'assurent la Compagnie de Tramways de Loir-et-Cher. Sa station se situe constitue le terminus sud. Le service de tramways du Loir-et-Cher a cessé leur activité en 1934.

#### Montrichard pendant la Seconde Guerre mondiale
Bien que la ligne de démarcation décidée par le régime de Vichy suive le cours du Cher, la cité de Montrichard, située au Nord, est de fait placée sous occupation par l'Allemagne Nazie. L'occupation dura du 22 juin 1940 jusqu'à la libération de la ville le 4 septembre 1944 (commémorée par un odonyme).

#### Montrichard depuis 1945
Dans le cadre de la reconciliation franco-allemande, la commune de Montrichard s'est jumelée 1965 avec la ville d'Eltville ( Hesse).
Depuis 2007, le canton de Montrichard n'est plus rattaché à l'arrondissement de Blois mais à celui de Romorantin-Lanthenay.
C'est également en 2007 qu'a été trouvé dans les sous-sols de l'actuelle office de tourisme le « trésor de Montrichard », un coffre rempli d'un total de 573 pièces d'or et d'argent datées du XVIIe siècle, comprenant notamment des louis d'or et des pistoles espagnoles. À l'époque, le bâtiment appartenait la sœur du seigneur de la localité voisine de Faverolles-sur-Cher, Jean Lepot ; le trésor lui aurait ainsi appartenu.
En 2019, la commune a ouvert un second jumelage avec la ville française de Saint-Gilles-Croix-de-Vie ( Pays de la Loire).

### Depuis 2016
En 2016, Montrichard absorbe sa voisine Bourré pour former la commune nouvelle de Montrichard Val de Cher.

## Politique et administration

### Liste des maires
| Période                                  | Période       | Identité                        | Étiquette    | Qualité |
| ---------------------------------------- | ------------- | ------------------------------- | ------------ | ------- |
| Les données manquantes sont à compléter. |               |                                 |              |         |
| avant 1809                               |               | Alexandre Etienne Claude Fondée |              |         |
| avant 1822                               |               | Pierre François Motron          |              |         |
| avant 1834                               |               | Alphonse Picot                  |              |         |
| 1880                                     |               | Charles Louis Rozière           |              |         |
| Mai 1935                                 | Novembre 1944 | André Troupeau                  |              |         |
| Novembre 1944                            | Mai 1945      | Marius Bigot                    |              |         |
| Mai 1945                                 | Octobre 1947  | Denis Lorillard                 |              |         |
| Octobre 1947                             | 1952          | Jules Huysser                   |              |         |
| 1952                                     | Mai 1953      | Pierre Billault                 |              |         |
| Mai 1953                                 | Mars 1959     | André Destouches                |              |         |
| Mars 1959                                | Mars 1965     | Roger Phelebon                  |              |         |
| Mars 1965                                | Mars 1977     | Roger Goemaere                  | UNR-UDT, RPR |         |
| Mars 1977                                | Mars 1989     | Guy Joulin                      |              |         |
| Mars 1989                                | Juin 1995     | Louis Coutant                   |              |         |
| Juin 1995                                | mars 2001     | Patrice Szymanski               |              |         |
| mars 2001                                | mars 2014     | Patrick Maupu                   | UMP          | Médecin |
| mars 2014                                | décembre 2015 | Jean-Marie Janssens             | UDI          |         |

Depuis 2016 et la création de Montrichard Val de Cher, le maire élu à Montrichard est maire délégué au maire de la commune nouvelle.
| Période                                  | Période      | Identité            | Étiquette | Qualité                               |
| ---------------------------------------- | ------------ | ------------------- | --------- | ------------------------------------- |
| Les données manquantes sont à compléter. |              |                     |           |                                       |
| janvier 2016                             | octobre 2017 | Jean-Marie Janssens |           |                                       |
| octobre 2017                             | janvier 2024 | Pierre Langlais     |           | Démissionnaire pour raisons de santé. |
| février 2024                             | en cours     | Pierre-Yves Monjal  |           |                                       |

### Jumelages

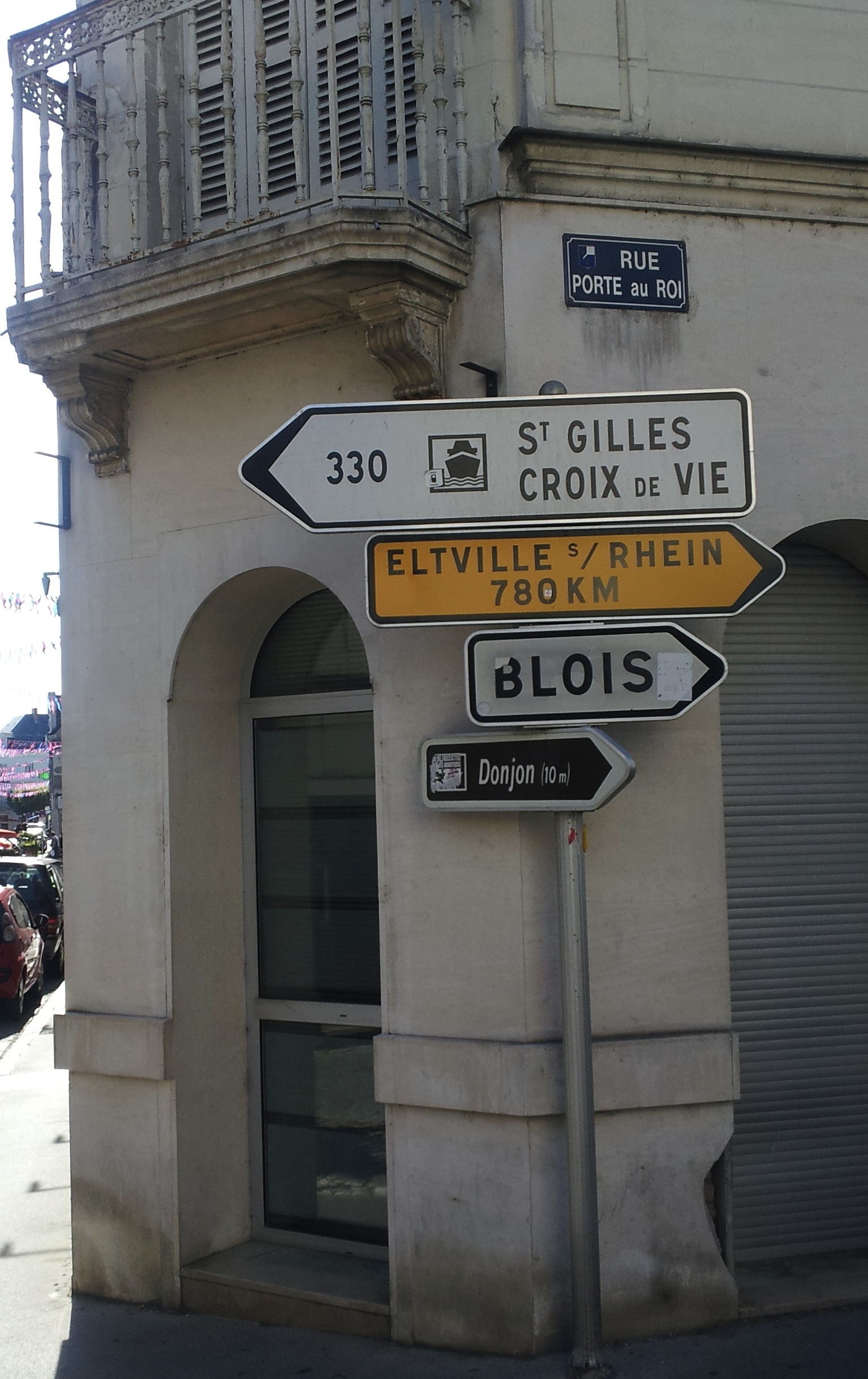
Panneaux directionnels, comprenant les villes jumelées.

La commune de Montrichard est jumelée avec :
- Eltville ( Allemagne),
- Saint-Gilles-Croix-de-Vie, en Vendée ( France).

## Population et société

### Démographie
L'évolution du nombre d'habitants est connue à travers les recensements de la population effectués dans la commune depuis 1793. À partir du 1er janvier 2009, les populations légales des communes sont publiées annuellement dans le cadre d'un recensement qui repose désormais sur une collecte d'information annuelle, concernant successivement tous les territoires communaux au cours d'une période de cinq ans. 
Pour les communes de moins de 10 000 habitants, une enquête de recensement portant sur toute la population est réalisée tous les cinq ans, les populations légales des années intermédiaires étant quant à elles estimées par interpolation ou extrapolation. Pour la commune, le premier recensement exhaustif entrant dans le cadre du nouveau dispositif a été réalisé en 2005,.
En 2013, la commune comptait 3 319 habitants, en évolution de −3,24 % par rapport à 2008 (Loir-et-Cher : +1,74 %, France hors Mayotte : +2,49 %).
| 1793  | 1800  | 1806  | 1821  | 1831  | 1836  | 1841  | 1846  | 1851  |
| ----- | ----- | ----- | ----- | ----- | ----- | ----- | ----- | ----- |
| 1 814 | 1 771 | 1 911 | 2 143 | 2 369 | 2 397 | 2 526 | 2 637 | 2 854 |

| 1856  | 1861  | 1866  | 1872  | 1876  | 1881  | 1886  | 1891  | 1896  |
| ----- | ----- | ----- | ----- | ----- | ----- | ----- | ----- | ----- |
| 2 820 | 2 807 | 2 804 | 2 988 | 3 020 | 3 262 | 3 025 | 2 998 | 2 850 |

| 1901  | 1906  | 1911  | 1921  | 1926  | 1931  | 1936  | 1946  | 1954  |
| ----- | ----- | ----- | ----- | ----- | ----- | ----- | ----- | ----- |
| 2 903 | 2 853 | 2 769 | 2 736 | 2 722 | 2 719 | 2 906 | 2 714 | 2 763 |

| 1962  | 1968  | 1975  | 1982  | 1990  | 1999  | 2005  | 2010  | 2013  |
| ----- | ----- | ----- | ----- | ----- | ----- | ----- | ----- | ----- |
| 3 020 | 3 313 | 3 857 | 3 783 | 3 786 | 3 624 | 3 451 | 3 427 | 3 319 |

### Pyramide des âges
La population de la commune est relativement âgée. Le taux de personnes d'un âge supérieur à 60 ans (41,9 %) est en effet supérieur au taux national (21,6 %) et au taux départemental (26,3 %).
À l'instar des répartitions nationale et départementale, la population féminine de la commune est supérieure à la population masculine. Le taux (55,3 %) est supérieur de plus de deux points au taux national (51,6 %).
La répartition de la population de la commune par tranches d'âge est, en 2007, la suivante :
- 44,7 % d’hommes (0 à 14 ans = 12,5 %, 15 à 29 ans = 18,1 %, 30 à 44 ans = 15,1 %, 45 à 59 ans = 18,5 %, plus de 60 ans = 35,8 %) ;
- 55,3 % de femmes (0 à 14 ans = 9,7 %, 15 à 29 ans = 11,3 %, 30 à 44 ans = 13,5 %, 45 à 59 ans = 18,7 %, plus de 60 ans = 46,9 %).

| Hommes | Classe d’âge | Femmes |
| ------ | ------------ | ------ |
| 1,8    | 90 ans ou +  | 5,9    |
| 15,3   | 75 à 89 ans  | 21,4   |
| 18,7   | 60 à 74 ans  | 19,6   |
| 18,5   | 45 à 59 ans  | 18,7   |
| 15,1   | 30 à 44 ans  | 13,5   |
| 18,1   | 15 à 29 ans  | 11,3   |
| 12,5   | 0 à 14 ans   | 9,7    |

| Hommes | Classe d’âge | Femmes |
| ------ | ------------ | ------ |
| 0,6    | 90 ans ou +  | 1,6    |
| 8,3    | 75 à 89 ans  | 11,5   |
| 14,8   | 60 à 74 ans  | 15,7   |
| 21,4   | 45 à 59 ans  | 20,6   |
| 20,3   | 30 à 44 ans  | 19,2   |
| 16,2   | 15 à 29 ans  | 14,7   |
| 18,5   | 0 à 14 ans   | 16,7   |

### Événements

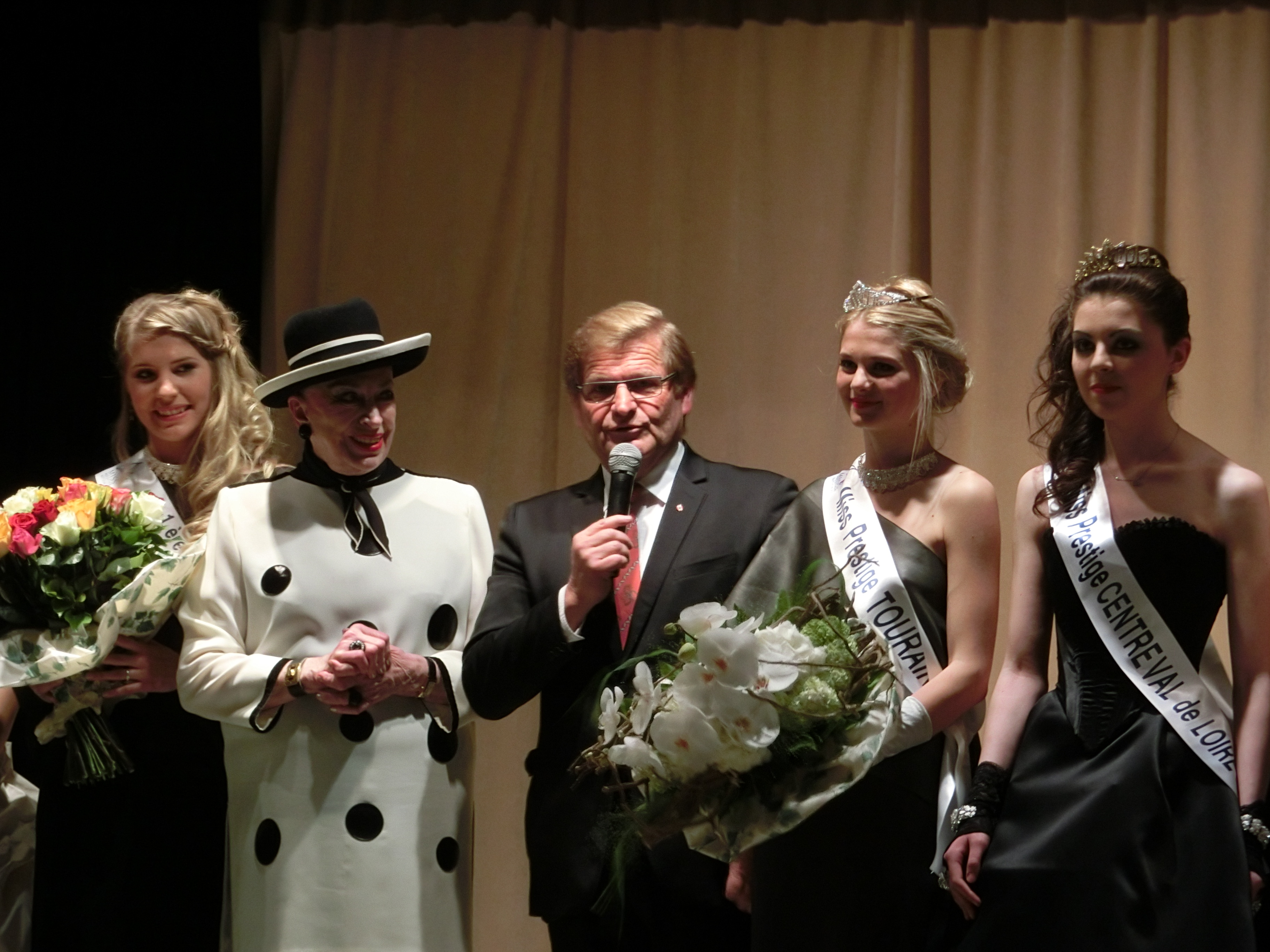
Geneviève de Fontenay (à gauche), Jean-Marie Janssens (au centre), Émilie Chotin, Miss Prestige Touraine et Amandine Deniau Miss Prestige Centre Val de Loire 2013 (à droite) à Montrichard le 4 mai 2014.

À la fin des années 1950 et au début des années 1960, un premier trésor a été retrouvé par un retraité érudit qui a permis d'exhumer d'une petite construction annexe de l'église de Nanteuil des objets de culte (calices, ciboires, etc.) dissimulés au moment de la Révolution française (souvenirs personnels).
Le 28 mars 2007, sur un chantier de la vieille ville, un maçon portugais, Paulo Ferreira, a découvert un trésor de 374 pièces d'or et d'argent, frappées de François Ier à Louis XIV ainsi que des pièces d'or espagnoles. Ce trésor, d'un poids de cinq kilos, aurait été caché vers 1661, sous une ardoise près de la cheminée. Le 6 juin 2008, 295 de ces pièces ont été vendues aux enchères pour près de 300 000 euros.
Le 20 novembre 2008, après avoir visité l'entreprise Daher à Saint Julien-de-Chédon, le président de la République Nicolas Sarkozy a présenté le Fonds Stratégique d'Investissement (FSI) à travers un discours dans la salle de l'espace culturel de Montrichard.
Le 19 novembre 2011, Christine Arron, athlète française spécialiste du sprint détenant depuis 1998 le record d'Europe du 100 mètres en 10 s 73, était la marraine du Touraine Primeur 2011.
Le 4 mai 2014 avait lieu la première élection Miss Prestige Touraine du comité Miss Prestige National, en présence de Geneviève de Fontenay dans la salle de l'espace culturel de la commune.

## Économie

### Entreprises
- Résidences Touraine 1 : résidence-services pour retraités
- Laboratoire de fabrication d'extraits et d'arômes : reprenant les locaux d'un ancien site de production des Laboratoires Boiron[75] est installée l'entreprise Prova[76].
- MIC-Tôlerie : entreprise de tôlerie industrielle et de précision (transformation des métaux en feuilles et tubes).
- Daher : entreprise spésialisée dans le domaine aéronautique[77].

## Culture locale et patrimoine

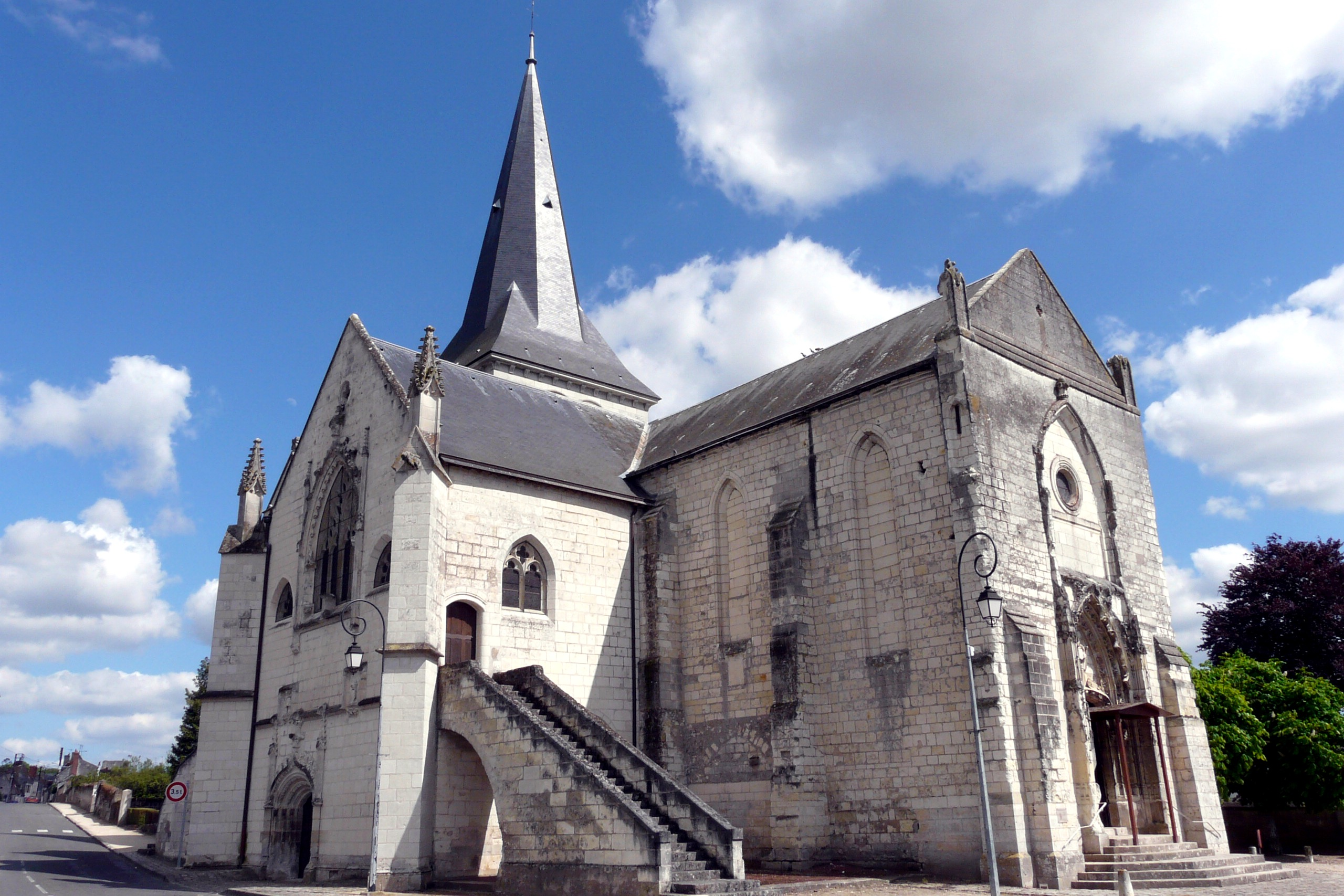
Église Notre-Dame-de-Nanteuil.

### Lieux et monuments
- L'église Notre-Dame de Nanteuil : chœur à abside polygonale voûtée en cul-de-four, transept saillant et absidioles semi-circulaires voûtées en cul-de-four XIIe siècle, nef unique de quatre travées XIIIe siècle, façade et portail XVe siècle, deux chapelles superposées XVe siècle à l'angle de la nef et du croisillon nord, deux escaliers de pierre hors-œuvre, un escalier intérieur ; tableaux des XVIe, XVIIe et XVIIIe siècles. Au XVe siècle, le roi Louis XI et la reine Charlotte de Savoie, son épouse, n'ont pas cessé de la soutenir. Ainsi, grâce à eux, l'escalier extérieur a été achevé. L'architecte Anatole de Baudot y a effectué des travaux de restauration[78].
- L'Église Sainte-Croix au pied du château. Elle était sa chapelle avant de devenir église paroissiale au XVIe siècle. Les éléments les plus anciens de l'église datent du XIe siècle. Le chœur et les chapelles gauches ont été construites au XVIIe siècle. La tour-clocher, le collatéral droit et le porche ont été élevés au XIXe siècle. Elle est, avec le château, un témoin de deux mariages royaux. Il s'agit de ceux d'Anne de France et de Jeanne de France, filles de Louis XI.
- L'Hôtel d'Effiat (place de l'Hôtel-de-Ville), construit par Jean de Beaune Semblançay pour la partie gothique, et par son fils, Guillaume de Beaune pour la partie Renaissance. Le marquis d'Effiat qui le possédait l'offrit à la ville en 1717 pour y installer un hospice. Il est resté un hôpital local jusqu'en 1977.

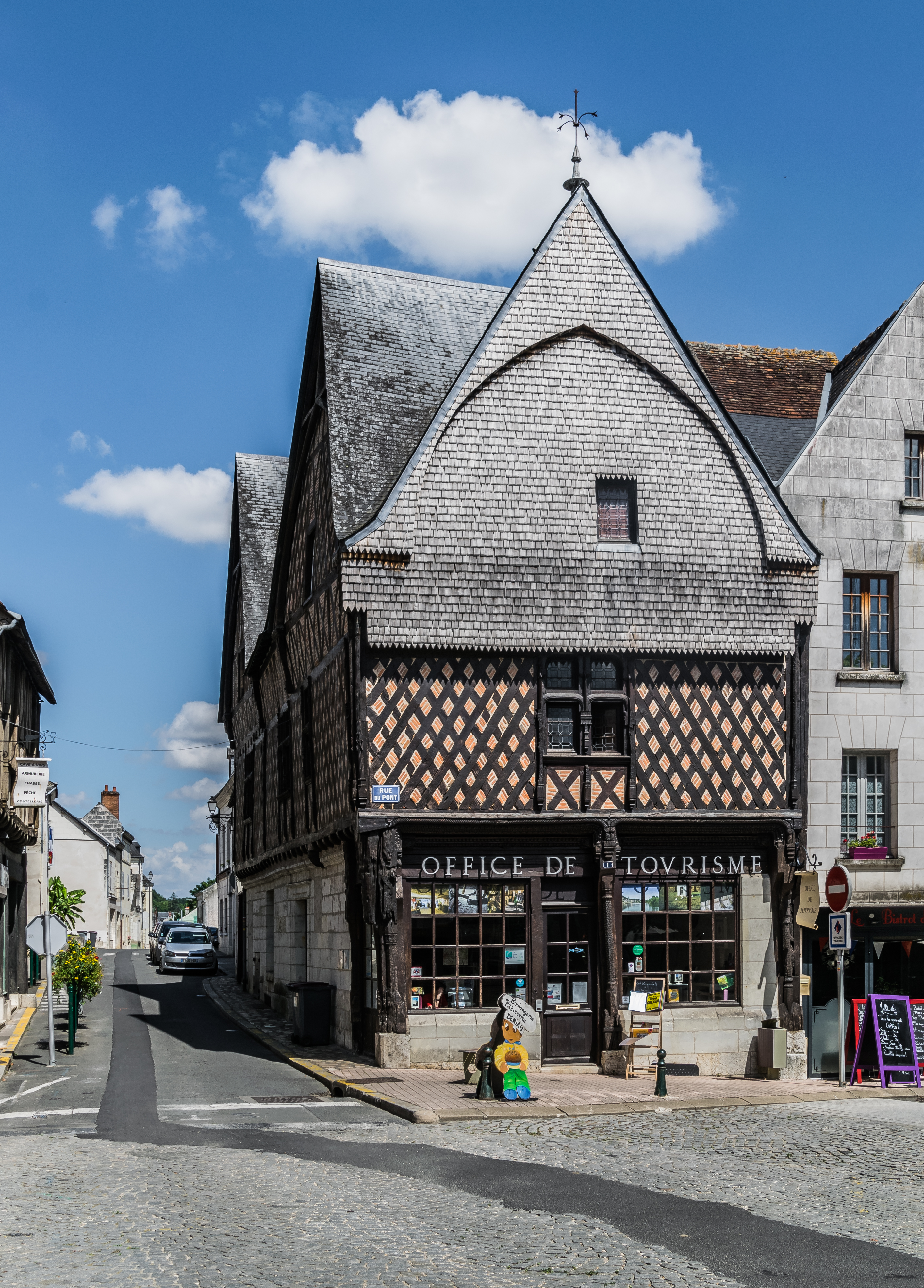
Maison de l'Ave Maria.

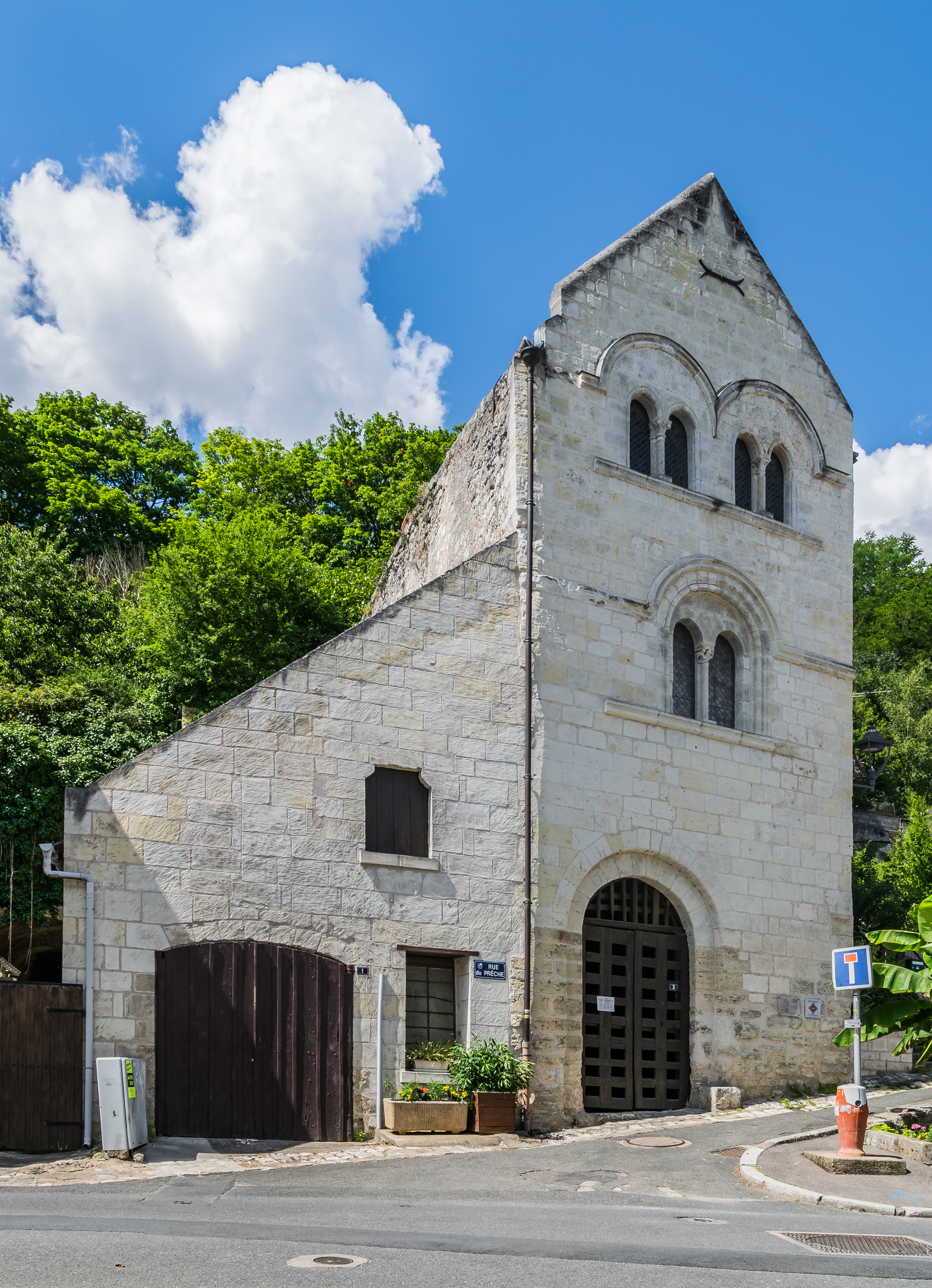
Maison du Prèche

- La Rue Nationale : Maison au 94, maison au 75-77, et deux maisons en pans de bois au 67, mais aussi la Maison du Prêche et la Maison de l'Ave Maria (au 88). Le nom de cette dernière maison, construite aux XVe et XVIe siècles, vient du poteau cornier qui représentait une Annonciation ; la tradition locale indique qu'elle servait de résidence aux chanoines qui desservaient la chapelle du château (actuelle église Sainte-Croix).
- La Tour maîtresse constituant le Château de Montrichard du XIIe siècle succède vraisemblablement à une première tour édifiée par Foulques Nerra au début du XIe siècle[15]. La tour maîtresse se présente encore en élévation avec une partie de ses courtines.
- Le Pont sur le Cher. Il a conservé une partie de son aspect médiéval bien qu'il soit beaucoup remanié. Il est situé sur un ancien itinéraire de la route reliant Paris à Bordeaux passant par Blois, Pontlevoy, Montrichard, Loches, La Haye en Touraine (aujourd'hui La-Haye-Descartes) et Châtellerault. La littérature du XIXe siècle fait remonter son origine et sa construction sous le règne des Plantagenêts en Touraine. On pénétrait dans la ville par la porte d'Espagne ou la porte du Pont qui comportait un corps de garde entre deux tours rapprochées. Les deux premières arches du pont supportaient des moulins supposés fortifiés. Cet ensemble a été démoli au XIXe siècle pour canaliser. Une gravure de Nicolas Poictevin montre l'état du pont et sa constitution aux environs de l'an 1690[79], à deux exceptions : l'arche extrême de la rive droite n'existe plus et la grande pile en rive gauche prévue pour supporter une tour-porte fortifiée est désormais nue, puis l'arche en anse de panier a été construite sous le Second Empire pour remplacer trois arches côté ville. En 1941, les troisième, quatrième et cinquième arches ont été reconstruites en béton. Le pont ayant été miné par les troupes allemandes, il a été sauvé grâce à une opération offensive de la Résistance locale, le 2 septembre 1944[80].
- La Tour de la place du Commerce[81], vestige de l'enceinte urbaine médiévale qui défendait la ville et située à l'actuelle place du Commerce. La tour est ronde et dépourvue de ses créneaux qui étaient encore présent durant les années 1910-1920. Des ouvertures de la tour ont été aménagées donnant une fenêtre et une porte surmontées par des arches brisées.
- La Tour dite "pigeonnier", tour carrée en ruine à l'extrémité orientale de la ville apparenté à l'enceinte urbaine et castrale. Cette tour présente 3 pans de murs sur 4, présentant à l'intérieur de ceux-ci des trous de boulins pour loger les pigeons autrefois.
- La Fontaine Saint-Cellerin.

### Curiosités
- Un joli trompe-l'œil du peintre Armand Langlois est visible sur la façade du cinéma de la ville.
- Un premier film, Le Mouron rouge, a été tourné à la fin des années 1940 - début des années 1950, on y voyait entre autres une diligence passer sur le pont avec la maison du passeur.
- La ville est citée dans le film de Steven Spielberg Arrête-moi si tu peux, comme lieu de provenance de Paula, la mère de l'escroc Frank Abagnale, Jr., qui aurait épousé un soldat américain à la Libération. La scène de l'arrestation de l'escroc, à la fin du film, est d'ailleurs censée se dérouler sur la place de l'Église ; en réalité, le tournage a eu lieu sur la Place Royale de la ville de Québec (Canada)[82].
- Le film de Danièle Dubroux La petite allumeuse (1987) avec Pierre Arditi, Roland Giraud et Alice Papierski a été partiellement tourné à Montrichard : on y voit entre autres la gare, les quais et le pont sur le Cher. D'autres scènes se déroulent au château de Montpoupon, près de Montrichard.
- Un des protagonistes du film L'équipier (2004) de Philippe Lioret annonce qu'il vient de Montrichard.

### Personnalités liées à la commune
- Anne de France, future régente du royaume de France, y épouse, en 1474, Pierre de Beaujeu (devenu Pierre II de Bourbon).
- Jeanne de France, dite Sainte Jeanne de France, s'y marie avec le futur roi de France Louis XII le 8 septembre 1476[83], mais son mariage sera déclaré nul 22 ans plus tard pour "non consommation".
- Pierre Victor Palma Cayet (1525-1610), historien, traducteur et controversiste français, né à Montrichard.
- Antoine II Coëffier de Ruzé d'Effiat (1639-1719), seigneur de Montrichard.
- Étienne Soulange-Bodin, homme politique, diplomate et botaniste français, y naît le 6 juin 1774.
- Auguste-Louis-Gabriel Leconte de Roujou (1819-1902), peintre français, a vécu et meurt à Montrichard.
- Gustave Bouchereau (1835-1900), psychiatre, né à Montrichard.
- Robert Ranjard (1881-1960), médecin et archéologue, est né à Montrichard où il a passé ses premières années.
- André Alerme, acteur, y décède le 31 janvier 1960 et y est inhumé depuis.
- Jeanne Besnard-Fortin (1892-1978), artiste peintre, vécut à Montrichard et y est inhumée.
- Roger Goemaere, homme politique né le 15 avril 1923, député de 1962 à 1967, ancien maire de Montrichard de 1965 à 1977, conseiller général du canton de Montrichard de 1967 à 1998, président du conseil général du Loir-et-Cher de 1988 à 1998, conseiller régional de 1986 à 1998, décédé le 13 avril 2000.
- Micha Bayard (1930-2021), actrice française, y a vécu à partir de 2004 avec son mari, le peintre suisse Charles Meystre (*1925)[84], qui y est décédé en 2013[85].

### Voies
| 157 odonymes recensés à Montrichard au 3 mars 2014          | 157 odonymes recensés à Montrichard au 3 mars 2014 | 157 odonymes recensés à Montrichard au 3 mars 2014 | 157 odonymes recensés à Montrichard au 3 mars 2014 | 157 odonymes recensés à Montrichard au 3 mars 2014 | 157 odonymes recensés à Montrichard au 3 mars 2014 | 157 odonymes recensés à Montrichard au 3 mars 2014 | 157 odonymes recensés à Montrichard au 3 mars 2014 | 157 odonymes recensés à Montrichard au 3 mars 2014 | 157 odonymes recensés à Montrichard au 3 mars 2014 | 157 odonymes recensés à Montrichard au 3 mars 2014 | 157 odonymes recensés à Montrichard au 3 mars 2014 | 157 odonymes recensés à Montrichard au 3 mars 2014 | 157 odonymes recensés à Montrichard au 3 mars 2014 | 157 odonymes recensés à Montrichard au 3 mars 2014 | 157 odonymes recensés à Montrichard au 3 mars 2014 |
| Allée                                                       | Avenue                                             | Bld                                                | Chemin                                             | Clos                                               | Impasse                                            | Montée                                             | Passage                                            | Place                                              | Promenade                                          | Quai                                               | Rampe                                              | Route                                              | Rue                                                | Autres                                             | Total                                              |
| ----------------------------------------------------------- | -------------------------------------------------- | -------------------------------------------------- | -------------------------------------------------- | -------------------------------------------------- | -------------------------------------------------- | -------------------------------------------------- | -------------------------------------------------- | -------------------------------------------------- | -------------------------------------------------- | -------------------------------------------------- | -------------------------------------------------- | -------------------------------------------------- | -------------------------------------------------- | -------------------------------------------------- | -------------------------------------------------- |
| 2                                                           | 5                                                  | 1                                                  | 17                                                 | 0                                                  | 5                                                  | 0                                                  | 2                                                  | 6                                                  | 0                                                  | 4                                                  | 1                                                  | 2                                                  | 101                                                | 11                                                 | 157                                                |
| Notes « N »                                                 | Notes « N »                                        | 1. 2. 3. 4. 5. 6. 7. 8. 9. 10. 11.                 | 1. 2. 3. 4. 5. 6. 7. 8. 9. 10. 11.                 | 1. 2. 3. 4. 5. 6. 7. 8. 9. 10. 11.                 | 1. 2. 3. 4. 5. 6. 7. 8. 9. 10. 11.                 | 1. 2. 3. 4. 5. 6. 7. 8. 9. 10. 11.                 | 1. 2. 3. 4. 5. 6. 7. 8. 9. 10. 11.                 | 1. 2. 3. 4. 5. 6. 7. 8. 9. 10. 11.                 | 1. 2. 3. 4. 5. 6. 7. 8. 9. 10. 11.                 | 1. 2. 3. 4. 5. 6. 7. 8. 9. 10. 11.                 | 1. 2. 3. 4. 5. 6. 7. 8. 9. 10. 11.                 | 1. 2. 3. 4. 5. 6. 7. 8. 9. 10. 11.                 | 1. 2. 3. 4. 5. 6. 7. 8. 9. 10. 11.                 | 1. 2. 3. 4. 5. 6. 7. 8. 9. 10. 11.                 | 1. 2. 3. 4. 5. 6. 7. 8. 9. 10. 11.                 |
| Sources : rue-ville.info & perche-gouet.net & OpenStreetMap |                                                    |                                                    |                                                    |                                                    |                                                    |                                                    |                                                    |                                                    |                                                    |                                                    |                                                    |                                                    |                                                    |                                                    |                                                    |

### Héraldique
|  | Les armoiries de Montrichard se blasonnent ainsi : D'azur aux trois fleurs de lys d'or, au bâton péri en barre de gueules, au franc-quartier senestre du même. Ce sont les armes du duc de Penthièvre, amiral de France, seigneur de la ville en 1789. |